# Dendrophagus cygnaei
Dendrophagus cygnaei es una especie de coleóptero de la familia Silvanidae.

## Distribución geográfica
Habita en el Neártico.